# Amphithéâtre d'Amiens
L'amphithéâtre d'Amiens est un amphithéâtre romain construit dans la ville de Samarobriva, aujourd'hui Amiens dans le département français de la Somme.
L'amphithéâtre est construit au cœur de la ville antique, situation unique en Gaule romaine, et au voisinage immédiat du forum. Il est bâti entre la fin du Ier  et le milieu du  IIe siècle et mesure 113 × 99 m. Ses rares vestiges sont enfouis sous l'hôtel de ville d'Amiens et les terrains environnants.

## Localisation
Dans la plupart des villes de Gaule romaine, l'amphithéâtre est rejeté hors des limites de la cité pour des raisons notamment d'urbanisme et de facilité de circulation aux abords du monument. La situation à Samarobriva est totalement différente et unique en Gaule : l'amphithéâtre occupe une place centrale dans la ville. En outre, il est contigu au forum romain bâti avant lui et s'aligne sur lui ainsi que sur les axes de la voirie.
Dans la ville moderne, l'amphithéâtre est partiellement recouvert par l'hôtel de ville d'Amiens ; sa cavea s'inscrit dans l'îlot délimité à l'ouest par la rue Léon-Blum, au nord par la rue de Metz, à l'est par la rue Albert-Dauphin et au sud par la rue Gresset.

## Histoire
Un premier édifice en bois sur un radier maçonné est peut-être tout d'abord construit sur le site mais cette hypothèse n'est pas vérifiée.
L'amphithéâtre maçonné est construit entre la fin Ier et le milieu du IIe siècle, ce que suggèrent la chronologie du site et les caractéristiques architecturales du monument ; son implantation en centre-ville, dans une zone déjà urbanisée, entraîne une destruction préalable de tout un quartier résidentiel,. Entre 160 et 180, un grave incendie ravage la ville et oblige à reconstruire une partie des monuments publics, dont peut-être l'amphithéâtre où des traces de réfection ou de transformation sont observées.
Il est possible que l'amphithéâtre transformé en forteresse serve de refuge à la population en cas d'attaque vers la fin du IIIe siècle, comme d'autres édifices de spectacles de type « massif » vers la même époque. Il est rapidement intégré avec le forum dans une véritable enceinte défensive à la fin du IIIe siècle ou dans les premières décennies du IVe siècle et dont ces deux monuments composent la façade sud. Ses accès sont alors murés.
Sous le Haut Moyen Âge, l'amphithéâtre est devenu la « tour comtale » comportant des cachots dans une partie de ses sous-sols, au terme de modifications non déterminées ; au XIIIe siècle une église détruite en 1802 occupe la partie nord de l'amphithéâtre.
Bien que des substructions anciennes aient déjà été signalées auparavant, ce n'est qu'en 1900, à la faveur de la construction de l'hôtel de ville, et en 1945, lors de la reconstruction du quartier, que tous les vestiges découverts sont identifiés comme ceux d'un amphithéâtre antique.

## Description
Le grand axe de l'amphithéâtre restitué (de forme ovale et non elliptique) mesure 113 mètres et le petit axe 99 mètres. Les dimensions de l'arène ne sont pas connues avec certitude, mais sont évaluées à 57 × 44 m. Dans ces conditions, la capacité du monument peut être estimée à 15 000 spectateurs au maximum.
L'amphithéâtre d'Amiens appartient à la catégorie des édifices de spectacles « semi-massifs » : les gradins de la partie basse reposent sur un remblai de fragments de pierre et de craie qui comble l'intervalle entre une série de murs concentriques depuis la périphérie vers l'arène. La partie haute de la cavea est supportée par des voûtes rayonnantes interrompues au passage de galeries annulaires. Les deux vomitoires principaux donnant accès à l'arène sont tournés vers l'ouest et vers l'est, ce dernier assurant la communication entre l'amphithéâtre et le forum et son temple. Au moins quatre vomitoires secondaires desservent la cavea en d'autres points de son périmètre. Deux murs parallèles d'une cinquantaine de mètres de long tangentent la partie orientale de l'amphithéâtre, entre celui-ci et le form ; parmi les hypothèses avancées, la plus plausible semble âtre celle du soubassement d'un double escalier permettant d'accéder au sommet de la cavea.
Les maçonneries font appel au petit appareil, mais aussi localement aux blocs de plus grand module ; les arcs sont composés d'une alternance de terres cuites architecturales et de pierre.

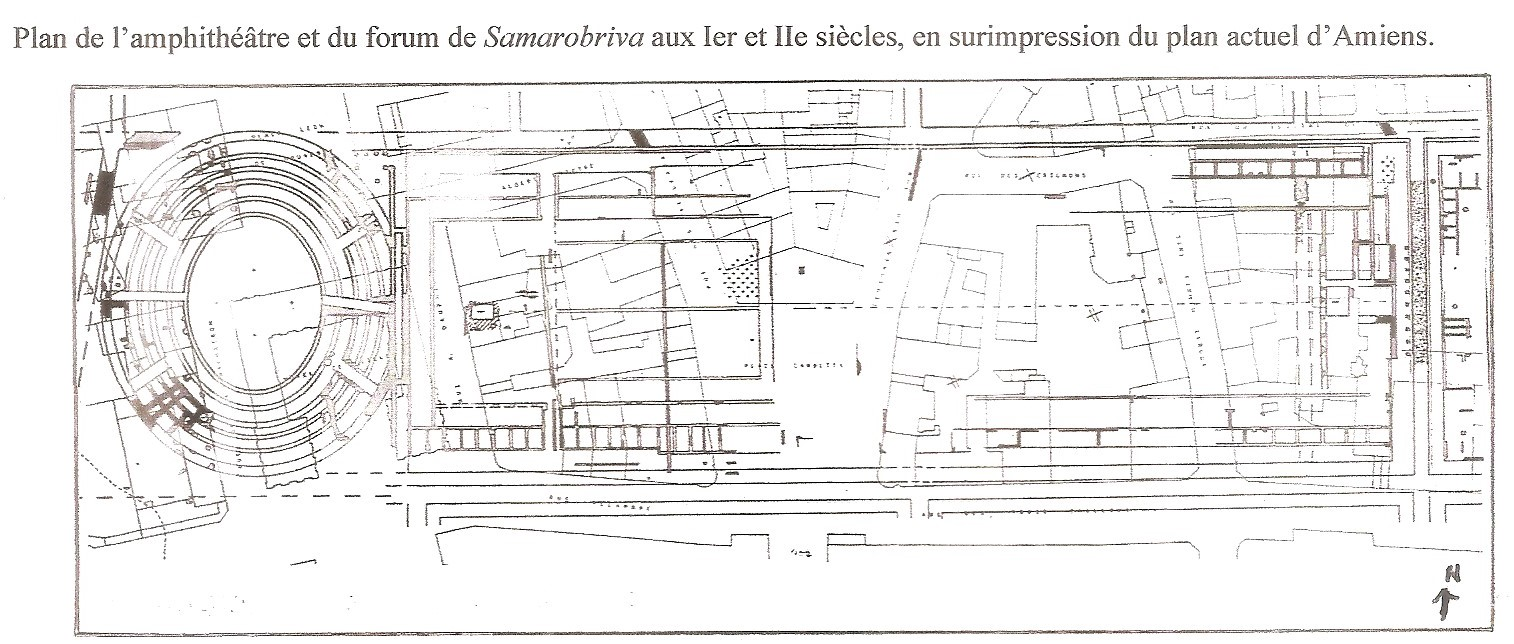
L'amphithéâtre et le forum.